# Сенна хрема
Сенна хрема, алергичен ринит или полиноза (от „полен“ – тичинковия прашец на цветя и треви), е името на алергична реакция на организма и най-вече на горните дихателни пътища към полени. Името „сенна хрема“ е дадено от лекар през 19 век, защото всеки път, когато влизал в плевня със сено, започвал да киха.
Проявява се сезонно, според цъфтежа на различните растения в дадената климатична област: края на зимата – ранна пролет, пролет – лято, есен.

## Симптоми
Сенната хрема е алергия, която се проявява в кихане, сърбеж в носа, очите, устата, силно повишена секреция и чувство за отпадналост. Симптомите на това неприятно състояние се засилват при слънчево, сухо и ветровито време и намаляват при дъждовно.
При някои хора симптоми на сенната хрема могат да се проявяват през цялата година, предизвикани и от животински косми, прах, пера, гъбични спори, пух и други дразнители от околната среда. Предразположението към сенна хрема най-често е наследствено. Често е съпровождана от астма и копривна треска.

## Последици
Свойството да се отделя секрет се отличава от обикновената хрема с това, че течността минава освен през носа, и през гърлото. Това може да предизвика конюнктивити, възпаления, хроничен синузит, бронхити и астми, тъй като секретът се разпространява и в долните дихателни пътища.
Дихателните пътища се замърсяват от втечнения секрет и предизвикват многократни кихания, зачервяване на очите, сърбеж, раздразнения и възпаления, ако се занемари. Връзката уши-нос-гърло е свързана, както е ясно, и при липса на лечение на засилваща се сенна хрема може да се увреди дори слухът.
При по-млади хора и по-силни алергични реакции има опасност от отток на ларинкса и задушаване. В такива ситуации се търси възможно най-спешната помощ.